# Paul Beurrier
Paul Beurrier (né le 20 septembre 1608 à Chartres, mort le 25 janvier 1696  à Paris) est un chanoine du XVIIe siècle, confesseur de Pascal. Son père était procureur au présidial de Chartres.

## Biographie
Paul Beurrier avait pris l'habit de religion à Sainte-Geneviève le 16 mars 1625 puis fut nommé abbé des chanoines réguliers de Sainte-Geneviève de Paris à partir de 1634 (abbé général de 1675 à 1681). 
Il fut le confesseur de Pascal dans les derniers mois de sa vie ce dont il laissa un témoignage précieux dans ses Mémoires restés manuscrits jusqu'en 1911 et il correspondit avec les Périer à qui il apporta son témoignage sur l'auteur des Pensées.
Il serait frère du père Louis Beurrier, célestin depuis le 28 avril 1613 (né à Chartres en 1577 et mort à Vichy le 8 avril 1645) qui laissa des ouvrages d'érudition (plutôt son neveu ou un demi-frère issu d'un second lit). 
Paul Beurrier doit être confondu avec l'abbé Pierre Beurrier prieur-curé de Nanterre de décembre 1634 à 1653 puis de Saint-Étienne du Mont entre 1653 et 1675 (on trouve aussi l'orthographe Beurier).
Le collège royal des Chanoines réguliers de Sainte-Geneviève à Nanterre fut fondé en 1642 et sa première pierre posée en présence d'Anne d'Autriche par le père Paul Beurrier. Le collège royal de Nanterre préparait au XVIIIe siècle les élèves qui devaient rentrer dans le Corps royal du Génie et de l'Artillerie, en passant par la fameuse École royale du génie de Mézières fondée en 1748. La préparation du concours d'entrée à Mézières nécessitait pour la plupart des candidats d'aller étudier soit au collège de Nanterre, soit dans une des quatre autres grandes écoles spécialisées : l'école royale militaire de Paris, les collèges de Clamecy, Reims et Sorèze. Le collège de Nanterre compta jusqu'à deux cents élèves.
Les religieuses augustines venues de Nanterre réussirent mieux. Claudine Beurrier, sœur de Paul Beurrier, chanoine régulier, étant venue en 1638 demeurer à Nanterre puis mourut au bout de huit ans en 1646, l'établissement fut transféré à Chaillot dès 1659 (abbaye de Sainte-Perrine de Chaillot).
Il eut un neveu Jean Aubert Beurrier, âgé de 42 ans, ancien chanoine de Sainte-Geneviève, neveu de Paul Beurrier, général de l'ordre, qui abjura à Londres, à Savoy Chapel le 17 août 1701 ; il s'est réfugié à La Haye, où il enseigna le français et le latin.

## Publications
- La Vie de saincte Geneviève. Dédiée à la Reyne / par le P. Paul Beurrier, 1642.
- Speculum christianae religionis in triplici lege naturali, mosaica et evangelica... auctore R. P. Paulo Beurrier, 1666.
- Homélies festives, prosnes ou méditations sur toutes les festes... prêchées en l'église parroissiale de Saint-Estienne-du-Mont et autres églises de Paris, par le R. P. P. Beurrier, 1668/1670.
- La Perpétuité de la foy et de la religion chrétienne dans les trois états de la loi de nature, de la loi écrite et de la loi de grâce, expliquée et solidement prouvée en deux cents homélies... par le révérendissime père Paul Beurrier, 1686.
- Il a laissé quatre volumes manuscrits de Mémoires "La Vie du R.P Beurrier, abbé de Saint-Geneviève et Supérieur Général des chanoines réguliers de la congrégation de France, par luy-mesme" écrits à la fin de sa vie et partiellement publiés au XXe siècle notamment en 1910 par Ernest Jovy, professeur à Vitry-le-François dans "Pascal inédit" et par Jeanne Ferté en 1964 (une partie du IIIe Livre dans une thèse soutenue en Sorbonne "Saint-Étienne-du-Mont à la mi-XVIIe siècle. Mémoires d'un curé génovéfain. Étude critique du texte".).